# الفرجدي (يريم)

تعديل مصدري - تعديل

الفرجدي هي إحدى قرى عزلة ارياب بمديرية يريم التابعة لمحافظة إب، بلغ تعداد سكانها 733 نسمة حسب تعداد اليمن لعام 2004.